# Jim Sheppard
Jim Sheppard, właśc. James Sheppard (ur. 8 maja 1961) – amerykański muzyk, kompozytor i instrumentalista. Jim Sheppard znany jest przede wszystkim z wieloletnich występów w grupie muzycznej Nevermore, której był współzałożycielem. Wcześniej występował w zespole Sanctuary. Współpracował również z grupą Sleze w roku 1985, złożoną z przyszłych członków grup Alice in Chains (Layne Staley), My Sister’s Machine (Nick Pollock) oraz Second Coming (Johnny Bacolas oraz James Bergstrom).
Jim Sheppard jest także zawodowym kucharzem, wraz z wokalistą Nevermore – Warrelem Dane’em prowadził niegdyś restaurację. W latach 90. XX w. wykryto u muzyka chorobę Leśniowskiego-Crohna. W 2011 roku przeszedł operację usunięcia niezłośliwego nowotworu mózgu.

## Dyskografia
Nevermore
- Nevermore (1995, Century Media Records)
- The Politics of Ecstasy (1996, Century Media Records)
- Dreaming Neon Black (1999, Century Media Records)
- Dead Heart in a Dead World (2000, Century Media Records)
- Enemies of Reality (2003, Century Media Records)
- This Godless Endeavor (2005, Century Media Records)
- The Obsidian Conspiracy (2010, Century Media Records)